# Monofonía

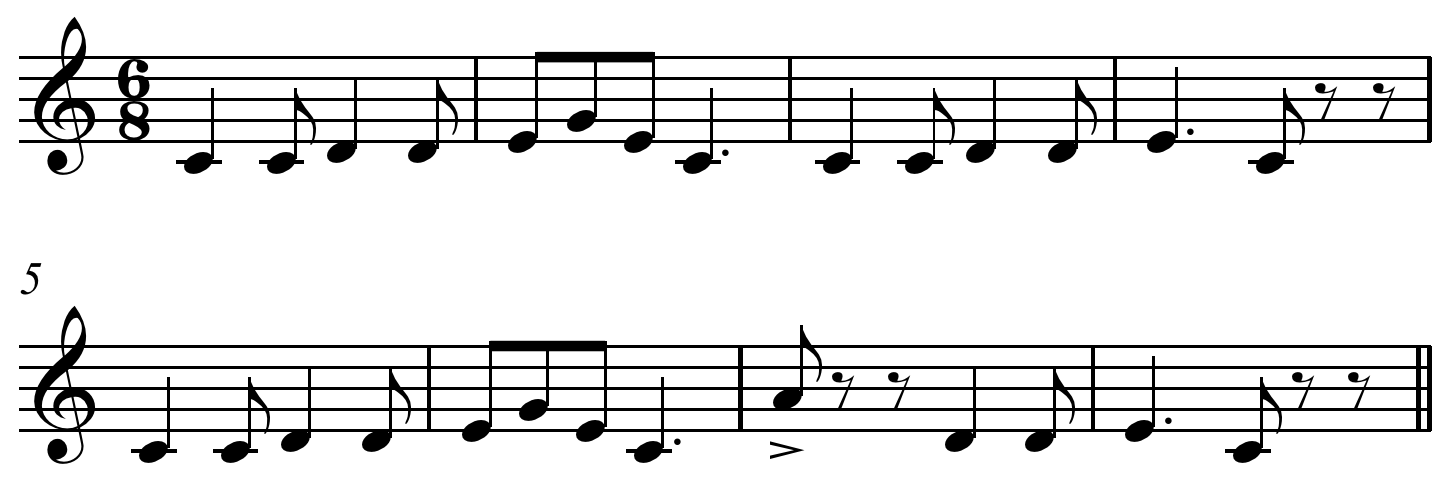
Melodía medieval inglesa Pop Goes the Weasel.

En música, la monofonía (del griego μονο [mono] = "uno" y φονος [phonos] = "sonido, melodía") o monodia es la textura más sencilla, que consiste en una sola línea melódica sin acompañamiento musical alguno.
Actualmente se conoce también como monodia, pero este término no siempre fue sinónimo de monofonía. El estilo musical de finales del siglo XVI llamado «monodia» (ligado a la Camerata Florentina) no utiliza propiamente la textura aquí definida como monódica, sino la melodía acompañada. Sin embargo, recibió ese nombre ya que, en contraste con el estilo dominante entonces, era una sola voz la que conducía el discurso musical sobre un acompañamiento instrumental de acordes. Es una melodía sin acompañamiento.

## Descripción
La monofonía puede darse cuando una sola persona canta una sola melodía sin acompañamiento armónico. También se considera monofonía cuando una misma melodía es cantada simultáneamente por dos voces o un coro. Es decir, todas las voces e instrumentos que intervienen cantan o tocan simultáneamente la misma melodía, al unísono o a distancia de octava, que es lo que sucede cuando los hombres y las mujeres cantan juntos. En palabras de Benward y Saker, la melodía paralela de apoyo a menudo dobla o va paralela a la melodía primaria o base.
Un ejemplo es el canto gregoriano, donde un grupo de varios cantores interpretan la misma melodía. 
En la historia de la música la monofonía fue lo normal hasta el siglo IX en que se desarrolla el organum y con él la polifonía. Otras muestras de este tipo de textura pueden escucharse en los compases 17-21 del primer movimiento de la Novena sinfonía de Beethoven, así como en el comienzo de la ópera Mathis der Maler de Paul Hindemith. Por otro lado, gran parte de la música de China, Japón, India, Bali o Java es monofónica.
En una canción, así como en la música en general, la textura musical es determinada mediante la variación de los elementos que la conforman. Las composiciones intercalan elementos de monofonía, heterofonía, polifonía, homofonía o melodía acompañada a lo largo de la pieza para crear una atmósfera y un estilo. La monofonía no cuenta con texturas rítmicas subyacentes y únicamente debe consistir en una línea melódica. Las músicas de algunas culturas donde existe una línea melódica con acompañamiento rítmico deben ser consideradas homofonía. 
Según Adris Butterfield (1997), la monofonía «es la modalidad predominante de los géneros musicales vernáculos europeos, así como de la canción latina… en las piezas polifónicas, sigue siendo un  principio compositivo principal».
La polifonía tiene dos o más voces melódicas independientes. La monofonía es una sola voz en la música, es algo así como un soliloquio.
DeLone (1975) de manera más flexible define como monofonía «pasajes, movimientos, o secciones en las que las notas  suenan solas a pesar del ser dobladas por los instrumentos», incluso aunque «esos pasajes puedan involucrar diversos instrumentos o voces». 

## Monofonía en la música occidental

### Canto llano

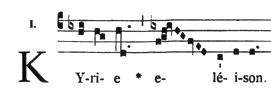
Kyrie del canto gregoriano.

El canto llano con su única melodía vocal sin acompañamiento es uno de los principales ejemplos de monodia. Es cantada por múltiples voces al unísono (es decir, la misma altura y el mismo ritmo) y esta música todavía se considera monofónica. El canto llano fue el estilo musical, sobre todo, en Italia, Irlanda, España y Francia.
Existían diversos estilos de canto llano: canto mozárabe, canto bizantino, canto armenio, canto beneventano, canto ambrosiano, canto gregoriano y algunas otras modalidades más de música medieval que eran todas monofónicas. 
Muchos de estos cantos monofónicos fueron escritos formando las primeras partituras y fueron conservados en los manuscritos escritos a mano y encuadernados. El Dodecachordon publicado por el compositor renacentista suizo Henry Glarean (es decir, Glareanus) incluía canto llano o canto gregoriano y la monofonía. 
Guido d'Arezzo escribió el Micrologus que identifica los signos musicales. Más tarde, Petrus de Cruce fue el padre fundador del sistema de notación.

### Canción trovadoresca monofónica
La mayoría de las canciones trovadorescas eran monofónicas. Los trovadores y troveros pertenecían al estamento de la nobleza. Los Minnesänger fueron la versión alemana de los trovadores.
Guillaume de Machaut, el poeta y compositor del siglo XIV escribió muchas canciones que pueden ser consideradas como una extensión de la tradición trovadoresca provenzal. Muestra de ello son sus layes y virelayes monofónicos profanos. 
Jehan de Lescurel (o Jehannot de l'Escurel), el poeta y compositor trovero del norte de Francia), también escribió canciones monofónicas en el estilo de los virelayes, las baladas, los rondós y diz entés.

### Geisslerlieder
Los Geisslerlieder o canciones de flagelantes eran monofónicas. Las canciones conocidas como Laude spirituale eran utilizadas en los siglos XIII al XVII por los flagelantes. Fueron registradas en la crónica medieval Chronicon Hugonis sacerdotis de Rutelinga de 1349.

### Corales luteranos
Los corales luteranos son una muestra más de monofonía en historia de la música clásica occidental. De hecho, la monofonía fue el primer tipo de textura musical utilizado en la iglesia protestante o luterana.

## Monofonía en la música no occidental

### Música de la India
La música clásica india es una antigua forma de terapia musical, donde unas melodías monofónicas llamadas ragas se interpretan para activar los chakras (ruedas de energía prana) para alcanzar la realización en el camino Kundalini yoga. 
Los instrumentos drone son seguidos por el solista, a continuación por los acompañantes y por los percusionistas.
- Música clásica indostaní: es el estilo de música clásica del norte de la India.
- Música carnática: es una forma de arte dedicado a la adoración divina de Deví, Rama, Krishna y muchas otras deidades hindúes. Se canta en telugu, tamil, sánscrito, canarés y malayalam.

Para ampliar información véase también la historia de música de la India.

## Instrumentos monofónicos
En un instrumento la monofonía es la capacidad de hacer sonar o tocar una nota o voz al tiempo. Así pues, los instrumentos monofónicos son aquellos que en forma normal producen un solo sonido a la vez. Por ejemplo, una trompeta es un instrumento monofónico ya que sólo es capaz de emitir una nota a la vez. 
Por lo tanto, con ellos no es posible producir acordes, al menos en forma normal. La excepción sería el uso de multifónicos. En este grupo se encuentran la voz humana y los instrumentos de viento que participan en la orquesta sinfónica.
Listado de instrumentos monofónicos
| - Arpa de boca - Clarinete - Corno di bassetto - Corno inglés - Fagot - Flauta dulce | - Flauta travesera - Fliscorno - Monocordio - Oboe - Saxofón - Sierra musical | - Sintetizador analógico - Trombón - Trompeta - Tuba - Theremin - Y, en principio la voz humana |

## Sonido monofónico
Generalmente se le llama sonido monofónico o monoaural al grabado y reproducido de audio por un solo canal. Un ejemplo claro de este sonido es utilizado por las estaciones de radio AM. Este tipo de sonido no es tan utilizado como el sonido estereofónico, ya que es de una calidad más baja, porque no se hace una separación de los sonidos. Por ejemplo, cuando escuchamos una canción en donde se escucha el sonido de la batería y la guitarra, los sonidos son transmitidos por un solo canal, en cambio, el sonido estereofónico hace una división de canales de audio en donde se puede distinguir mejor el sonido de cada instrumento.